# Color verdadero
Los gráficos truecolor, de color verdadero o de millones de colores utilizan un método de almacenamiento de la información de la imagen en la memoria de un ordenador donde cada píxel está representado por 3 o más bytes. Los bits están divididos en valores para el componente rojo, el verde y el azul (RGB, del inglés red, green, blue) del color final:
```
Bit   23 22 21 20 19 18 17 16 15 14 13 12 11 10 09 08 07 06 05 04 03 02 01 00
Dato   R  R  R  R  R  R  R  R  G  G  G  G  G  G  G  G  B  B  B  B  B  B  B  B

```

Cada uno de los componentes RGB disponen de 8 bits asociados, dando 28 o 256 valores de cada color. Esto permite 16.777.216 (16.7 millones) posibles colores para cada píxel. La razón de que se denomine truecolor o color verdadero se debe a que es aproximadamente el número de colores que el ojo humano puede detectar.
Las imágenes de color verdadero son algunas veces representadas por valores de 32 bits por pixel. Los 8 bits extra normalmente no afectan a la precisión del color, pero permiten incorporar un canal alfa que representa la transparencia de cada pixel. Como en los últimos años la potencia de la CPU y de las tarjetas gráficas ha aumentado, la versión de 32 bits ha llegado a ser muy popular en los ordenadores domésticos que permite mostrar efectos tales como ventanas traslucidas, sombreados, etc. En muchas ocasiones los ordenadores están preparados para trabajar más rápido en 32 bits incluso que solo en 24, por lo que si no son necesarios los 8 bits del canal alfa, simplemente son ignorados.